# Lara Grangeon
Lara Grangeon, née le 21 septembre 1991 à Nouméa en Nouvelle-Calédonie, est une nageuse française. 
Licenciée au Cercle des nageurs calédoniens (CNC) en Nouvelle-Calédonie, depuis toute petite, elle a d'abord été spécialiste des épreuves de 4 nages (200 et 400 mètres) et de papillon (200 mètres). Elle obtient ainsi ces premières médailles aux Championnats de France et aux Championnats d'Europe en petit bassin. 
Après les Jeux Olympiques de Rio en 2016, elle a décidé de se mettre à l'eau libre. Ainsi, elle devient médaillée de bronze aux Championnats du Monde de 2019 sur 25 km et se qualifie pour les Jeux olympiques de Tokyo où elle se classe 9e. Elle est 56 fois championne de France entre 2008 et 2024.
Elle est détentrice de pratiquement tous les records de Nouvelle-Calédonie et d'un record de France au 400 mètre 4 nages, en petit bassin.

## Biographie
En 2005, à l'âge de 14 ans, Lara a quitté la Nouvelle-Calédonie pour partir s'entrainer au pôle de Font-Romeu.
En 2008, Lara Grangeon a obtenu le titre de Championne de France cadettes du 200 m papillon, du 400 m nage libre, du 800 m nage libre.
En 2009, elle devient Championne de France open sur 400 m 4 nages et troisième sur 200 m 4 nages. Sélectionnée pour les Championnats du monde 2009 à Rome, sa première grande compétition internationale, elle finit 26e des séries.
En 2010, lors des Championnats d'Europe en grand bassin de Budapest, elle prend la 6e place en finale du 200 m 4 nages (où Camille Muffat termine 4e) en 2 min 14 s 25.
Le 18 mars 2012, lors des Championnats de France de natation  2012 en grand bassin à Dunkerque, elle obtient sa qualification pour les Jeux olympiques d'été de 2012 en étant championne de France du 400 m 4 nages et en ayant réalisé les minima requis par la Fédération française de natation en 4 min 40 s 12 (minima de 4 min 41 s 75).
Le 28 janvier 2017, elle obtient le titre de championne de France du 5 km en eau libre.
Le 4 juin 2017, Lara devient championne de France du 25 km en eau libre. Elle se qualifie pour les championnats du monde de Budapest sur cette distance où elle termine 13e.
Lors des Championnats d'Europe de natation 2018 à Glasgow, elle remporte la médaille de bronze du relais 5 km mixte le 11 août avec David Aubry, Lisa Pou et Marc-Antoine Olivier.
Le 14 juillet 2019, Lara participe au 10 km des championnats du Monde de natation 2019 à Yeosu en Corée du Sud. Elle prend la 4e place et réalise les conditions fixées par la Fédération française de natation pour se qualifier pour les Jeux Olympiques de Tokyo en 2020. Le 19, elle termine 3e sur le 25 km.

## Ses sélections
- Jeux du Pacifique Sud : Samoa 2007, Nouvelle-Calédonie 2011, Papouasie Nouvelle Guinée 2015.
- Championnats de France de natation en petit bassin : Nîmes 2007, Angers 2008, Chartres 2009, Chartres 2010.
- Championnats d'Europe juniors de natation : Anvers 2007, Monterrey 2008.
- Championnats d'Europe de natation en petit bassin : Rijeka 2008, Istanbul 2009, Eindhoven 2010, Netanya 2015, Copenhague 2017.
- Championnats d'Europe de natation en grand bassin : Budapest 2010, Debrecen 2012, Berlin 2014, Londres 2016.
- Championnats de France de natation : Dunkerque 2008, Montpellier 2009, Saint-Raphaël 2010.
- Jeux méditerranéens : Pescara 2009.
- Championnats du monde de natation : Rome 2009, Budapest 2010, Shanghai 2011, Kazan 2015, Budapest 2017, Gwangju 2019.
- Meeting international de l'océan Indien : La Réunion 2009.

## Palmarès

### Jeux Olympiques
| Édition             | Épreuve            | Épreuve           | Épreuve               |
| Édition             | 400 m quatre nages | 200 m papillon    | 10 km femmes          |
| Londres 2012        | 18e 4 min 44 s 28  | -                 | -                     |
| Rio de Janeiro 2016 | 22e 4 min 43 s 98  | 18e 2 min 09 s 69 | -                     |
| Tokyo 2020          | -                  | -                 | 9e 2 h 0 min 57 s 300 |

### Championnats du monde

#### En grand bassin
| Édition       | Épreuve            | Épreuve                            | Épreuve                      |
| Édition       | 400 m quatre nages | 200 m papillon                     | 200 m quatre nages           |
| Rome 2009     | 26e 4 min 46 s 93  | -                                  | -                            |
| Shanghai 2011 | 21e 4 min 47 s41   | -                                  | -                            |
| Kazan 2015    | 8e 4 min 40 s 98   | 5e de sa demi-finale 2 min 08 s 67 | 18e des séries 2 min 13 s 50 |

#### En petit bassin
| Édition       | Épreuve            | Épreuve          | Épreuve | Épreuve |
| Édition       | 400 m quatre nages | 200 m papillon   |         |         |
| Hangzhou 2018 | 5e 4 min 29 s 56   | 4e 2 min 04 s 91 |         |         |

#### Nage en eau libre
| Édition       | Épreuve         | Épreuve              | Épreuve                 | Épreuve          | Épreuve | Épreuve |
| Édition       | 5 km            | 10 km                | 25 km                   | Par équipe mixte |         |         |
| Budapest 2017 |                 |                      | 13e 5 h 33 min 12 s 0   |                  |         |         |
| Gwangju 2019  | 9e 58 min 1 s 5 | 4e 1 h 54 min 50 s 0 | Bronze 5 h 8 min 21 s 2 | 6e 54 min 37 s 1 |         |         |

### Championnats d'Europe

#### En grand bassin
| Édition       | Épreuve                      | Épreuve                      | Épreuve                      |
| Édition       | 200 m quatre nages           | 400 m quatre nages           | 200 m papillon               |
| Budapest 2010 | 6e 2 min 14 s 25             | -                            | 10e des séries 2 min 10 s 55 |
| Debrecen 2012 | 17e des séries 2 min 17 s 26 | 8e 4 min 53 s 98             | -                            |
| Berlin 2014   | 20e des séries 2 min 16 s 68 | 10e des séries 4 min 44 s 61 | 13e des séries 2 min 12 s 86 |
| Londres 2016  | -                            | 6e 4 min 42 s 92             | -                            |

#### En petit bassin
| Édition         | Épreuve                           | Épreuve                      | Épreuve                      | Épreuve                      | Épreuve |
| Édition         | 100 m quatre nages                | 200 m quatre nages           | 400 m quatre nages           | 200 m papillon               |         |
| Rijeka 2008     | 15e des séries 1 min 2 s 09       | -                            | 11e des séries 4 min 38 s 88 | 13e des séries 2 min 10 s 74 |         |
| Istanbul 2009   | 9e 1 min 0 s 28                   | 15e des séries 2 min 10 s 57 | 8e 4 min 34 s 23             | -                            |         |
| Eindhoven 2010  | 15e temps des séries 1 min 2 s 18 | Bronze 2 min 10 s 22         | Bronze 4 min 30 s 93         | 8e 2 min 11 s 96             |         |
| Netanya 2015    | -                                 | -                            | Bronze 4 min 27 s 31         | Argent 2 min 03 s 85         |         |
| Copenhague 2017 |                                   |                              | Argent 4 min 28 s 77         | Bronze 2 min 04 s 31         |         |

#### Nage en eau libre
| Édition       | Épreuve          | Épreuve              | Épreuve                  | Épreuve              | Épreuve | Épreuve |
| Édition       | 5 km             | 10 km                | 25 km                    | Par équipe mixte     |         |         |
| Glasgow 2018  | 8e 57 min 25 s 6 | 6e 1 h 57 min 22 s 0 | Bronze 5 h 19 min 42 s 9 | Bronze 52 min 46 s 7 |         |         |
| Budapest 2020 | 4e 58 min 56 s 4 | 9e 1 h 59 min 21 s 8 | Argent 4 h 54 min 58 s 4 | 4e 54 min 18 s 7     |         |         |

### Jeux du Pacifique Sud
Jeux du Pacifique 2011 : 16 médailles d'or, 3 médailles d'argent et 1 médaille de bronze. Pas une course sans podium
| Discipline / Année             | 50 m nage libre | 100 m nage libre | 200 m nage libre | 400 m nage libre | 800 m nage libre | 50 m papillon | 100 m papillon | 200 m papillon | 200 m 4 nages | 400 m 4 nages | 4 × 100 m nage libre | 4 × 200 m nage libre | 5 km en mer | 50 m dos | 100 m dos  | 200 m dos  | 50 m brasse  | 100 m brasse | 200 m brasse | 4 × 100 m 4 nages |
| ------------------------------ | --------------- | ---------------- | ---------------- | ---------------- | ---------------- | ------------- | -------------- | -------------- | ------------- | ------------- | -------------------- | -------------------- | ----------- | -------- | ---------- | ---------- | ------------ | ------------ | ------------ | ----------------- |
| Papouasie-Nouvelle Guinée 2015 |                 |                  | Or 2:03.77       | Or 4:20.40       | Or 8:52.99       |               | Or 1:01.32     | Or 2:11.89     | Or 2:17.84    | Or 4:47.07    | Or 3:57.23           | Or 8:51.66           |             |          |            |            |              |              | Or 2:33.20   | Or 4:23.64        |
| Nouvelle-Calédonie 2011        | Bronze 27.24    | Or 58.65         | Or 2:08.47       | Or 4:30.33       | Or 9:05.84       | Argent 28.68  | Argent 1:05.18 | Or 2:17.84     | Or 2:22.19    | Or 5:01.68    | Or 4:01.95           | Or 8:52.11           | Or          | Or 31.01 | Or 1:06.68 | Or 2:20.78 | Argent 34.40 | Or 1:13.07   | Or 2:36.57   | Or 4:25.51        |
| Samoa 2007                     |                 |                  | Or               | Or               | Or               | Or            |                | Or             |               | Or            | Or                   | Or                   | Or          |          |            | Argent     |              |              | Bronze       |                   |

### Championnats de France de natation
Bassin de 50 m
| Discipline / Année | 400 m nage libre     | 800 m nage libre | 1 500 m nage libre    | 200 m dos        | 200 m brasse         | 100 m papillon     | 200 m papillon       | 200 m 4 nages        | 400 m 4 nages         |
| ------------------ | -------------------- | ---------------- | --------------------- | ---------------- | -------------------- | ------------------ | -------------------- | -------------------- | --------------------- |
| Montpellier 2009   |                      |                  |                       |                  |                      |                    |                      | Bronze 2 min 13 s 06 | Or 4 min 40 s 41      |
| Saint-Raphaël 2010 |                      |                  |                       |                  |                      |                    | Argent 2 min 11 s 52 | Argent 2 min 14 s 20 | Or 4 min 44 s 88      |
| Schiltigheim 2011  |                      |                  |                       |                  |                      |                    | Or 2 min 9 s 48      | Or 2 min 13 s 14     | Or 4 min 38 s 28      |
| Dunkerque 2012     |                      |                  |                       |                  |                      |                    | Or 2 min 9 s 41      | Argent 2 min 15 s 54 | Or 4 min 40 s 12      |
| Chartres 2014      |                      |                  |                       |                  |                      | 8ème 1 min 02 s 47 | Or 2 min 11 s 57     | Bronze 2 min 15 s 25 | Or 4 min 40 s 57      |
| Limoges 2015       |                      |                  |                       |                  | Argent 2 min 28 s 34 |                    | Or 2 min 08 s 68     | Argent 2 min 13 s 27 | Or 4 min 37 s 55 (RF) |
| Montpellier 2016   |                      |                  |                       | 5e 2 min 15 s 06 |                      |                    | Or 2 min 07 s 87     | Or 2 min 12 s 68     | Or 4 min 36 s 61 (RF) |
| Schiltigheim 2017  |                      |                  |                       |                  |                      |                    | Or 2 min 09 s 35     |                      |                       |
| Saint Raphaël 2018 |                      |                  | Or 16 min 35 s 91     |                  |                      |                    | Or 2 min 12 s 53     |                      |                       |
| Rennes 2019        | Argent 4 min 12 s 68 | Or 8 min 39 s 44 | Or 16 min 18 s 63     |                  |                      |                    | Or 2 min 09 s 50     |                      | Argent 4 min 41 s 21  |
| Saint Raphaël 2020 |                      |                  |                       |                  |                      |                    | Or 2 min 10 s 91     |                      |                       |
| Chartres 2021      |                      |                  | Bronze 16 min 34 s 24 |                  |                      |                    |                      |                      |                       |

### Meeting international de l'océan Indien
| Discipline / Année | 400 m nage libre | 200 m brasse | 200 m papillon | 200 m 4 nages | 400 m 4 nages | 200 m dos | 4 × 200 m nage libre | 4 × 100 m nage libre |
| ------------------ | ---------------- | ------------ | -------------- | ------------- | ------------- | --------- | -------------------- | -------------------- |
| Saint-Denis 2009   | Or               | Or           | Or             | Or            | Or            | Or        | Or                   | Argent               |

## Ses récompenses

### Meilleure sportive junior du Pacifique
Lara a été élue Athlète Junior 2008/2009 parmi tous les sportifs du Pacifique.

### Nickels de l'initiative
Lara a également été honorée lors de la remise des prix des Nickels de l'initiative pour ses résultats sportifs de l'année 2008/2009.